# Brian Goorjian

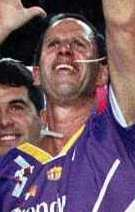
Brian Goorjian im Jahr 2005

Brian Warwick Goorjian (* 28. Juli 1953 in Glendale (Kalifornien)) ist ein US-amerikanisch-australischer Basketballtrainer und ehemaliger -spieler.

## Laufbahn
Der armenischstämmige Goorjian spielte bis 1976 Basketball an der Pepperdine University im US-Bundesstaat Kalifornien. 1977 kam er nach Australien und spielte unter Trainer Lindsay Gaze für die Melbourne Tigers. 1984 zog sich Goorjian als Spieler zurück.
Sein erstes Amt als Trainer trat er 1988 bei den Eastside Melbourne Spectres in der National Basketball League an. Diese wurden 1992 mit den Southern Melbourne Saints zusammengelegt und bildeten fortan die South East Melbourne Magic, deren erster Trainer Goorjian wurde. Er führte die South East Melbourne Magic 1992 gleich zum Gewinn des Meistertitels. 1996 wiederholte er mit der Mannschaft diesen Erfolg. 1997 und 1998 erreichte er mit South East Melbourne jeweils das Meisterschaftsendspiel, das aber in beiden Jahren verloren wurde. 1998 schlossen sich die South East Melbourne Magic mit den North Melbourne Giants zusammen, die neue Mannschaft erhielt den Namen Victoria Titans und wurde von Goorjian als Trainer betreut. In den Spielzeiten 1998/99 und 1999/2000 musste er sich mit Victoria in den Endspielserien um die Meisterschaft in der NBL geschlagen geben. 2002 endete seine Amtszeit, als die wirtschaftlich angeschlagenen Victoria Titans in die Hände neuer Besitzer übergingen, die nicht auf Goorjians Dienste setzten.
Er setzte seine Trainerlaufbahn ab 2001 bei den Sydney Kings fort. 2003, 2004 und 2005 führte er die Mannschaft jeweils zum NBL-Meistertitel. Goorjian verließ Sydney im Jahr 2008 und nahm ein Angebot des Ligakonkurrenten South Dragons an, die 2009 unter seiner Leitung Meister wurden. Kurz nach dem Erfolg stellte die Mannschaft ihren Spielbetrieb ein. In der NBL wurde er 1992, 1997, 1998, 2002, 2008 und 2009 als Trainer des Jahres ausgezeichnet.
Goorjian wechselte zu den Dongguan Leopards nach China, für die er von 2009 bis 2015 tätig war und in jedem Jahr in die Meisterrunde führte. Im selben Land war er hernach nicht mehr als Chef-, sondern Assistenztrainer 2015/16 bei den Guangdong Southern Tigers und 2018/19 bei den Xinjiang Flying Tigers beschäftigt. Dazwischen, von 2016 bis 2018, war er für die Shanghai Sharks als Berater tätig. Im Juni 2020 unterschrieb er einen Vertrag als Cheftrainer der australischen NBL-Mannschaft Illawarra Hawks. Im Mai 2022 legte er sein Amt nieder, blieb dem Verein aber als Berater verbunden.
Im Mai 2022 wurde er als Trainer der Bay Area Dragons in Hongkong vermeldet. Im September 2023 wurde die Mannschaft aufgelöst. Im März 2024 wurde seine Rückkehr zu den Sydney Kings vermeldet, dort trat er wieder das Traineramt an.

### Nationalmannschaft
Neben seinen Tätigkeiten auf Vereinsebene war er zwischen 2002 und 2008 Cheftrainer der australischen Nationalmannschaft. Diese betreute er unter anderem bei den Olympischen Spielen 2004 und 2008 sowie bei der Weltmeisterschaft 2006. Von 2017 bis 2019 war Goorjian Assistenztrainer der chinesischen Nationalmannschaft. Im November 2020 wurde er erneut zum australischen Nationaltrainer ernannt und führte die Mannschaft zum Gewinn der Bronzemedaille bei den 2021 in Tokio ausgetragenen Olympischen Spielen 2020. Australiens Basketballmannschaft hatte nie zuvor eine Olympiamedaille errungen.